# Kanton Saumur-Nord
Kanton Saumur-Nord (fr. Canton de Saumur-Nord) je francouzský kanton v departementu Maine-et-Loire v regionu Pays de la Loire. Tvoří ho čtyři obce.

## Obce kantonu
- Les Rosiers-sur-Loire
- Saint-Clément-des-Levées
- Saint-Martin-de-la-Place
- Saumur (severní část)